# Агорафобія
Агорафо́бія (грец. αγορα — площа і грец. φοβος — страх) — клас неврозів, що викликають панічний страх у ситуаціях, коли потерпілий сприймає простір як небезпечний або такий, з якого неможливо втекти; різновид неврозу, що характеризується відчуттям страху перед відкритим простором тощо; нав'язливий страх відкритого простору, площ та ін., острах перед простором, один з нав'язливих станів. Це ірраціональний страх, спричинений страхом панічних атак і відсутності допомоги. Людина з агорафобією боїться панічної атаки, коли немає швидкого шляху втечі в безпеку (додому) або від інших людей. Агорафобія характеризується симптомами тривоги в ситуаціях, коли людина сприймає своє оточення як небезпечне, з якого немає легкого способу втекти. Це страх того, що може відбутися напад паніки, яка може статися в певному місці або ситуації (наприклад, у відкритому просторі). Тривога та уникнення пов'язані з місцями чи ситуаціями, де допомога недоступна і з яких вийти важко або соромно. Ці ситуації можуть включати відкриті простори, громадський транспорт, торговельні центри, натовпи та черги або просто перебування поза домом наодинці. Перебування в таких ситуаціях може призвести до нападу паніки. Людина настільки зациклена на тому, коли станеться наступний напад паніки, що уникає місць або діяльності, які можуть його спричинити.
Ті, хто постраждав, докладатимуть усіх зусиль, щоб уникнути таких ситуацій. У важких випадках люди можуть повністю втратити можливість покинути свої домівки.

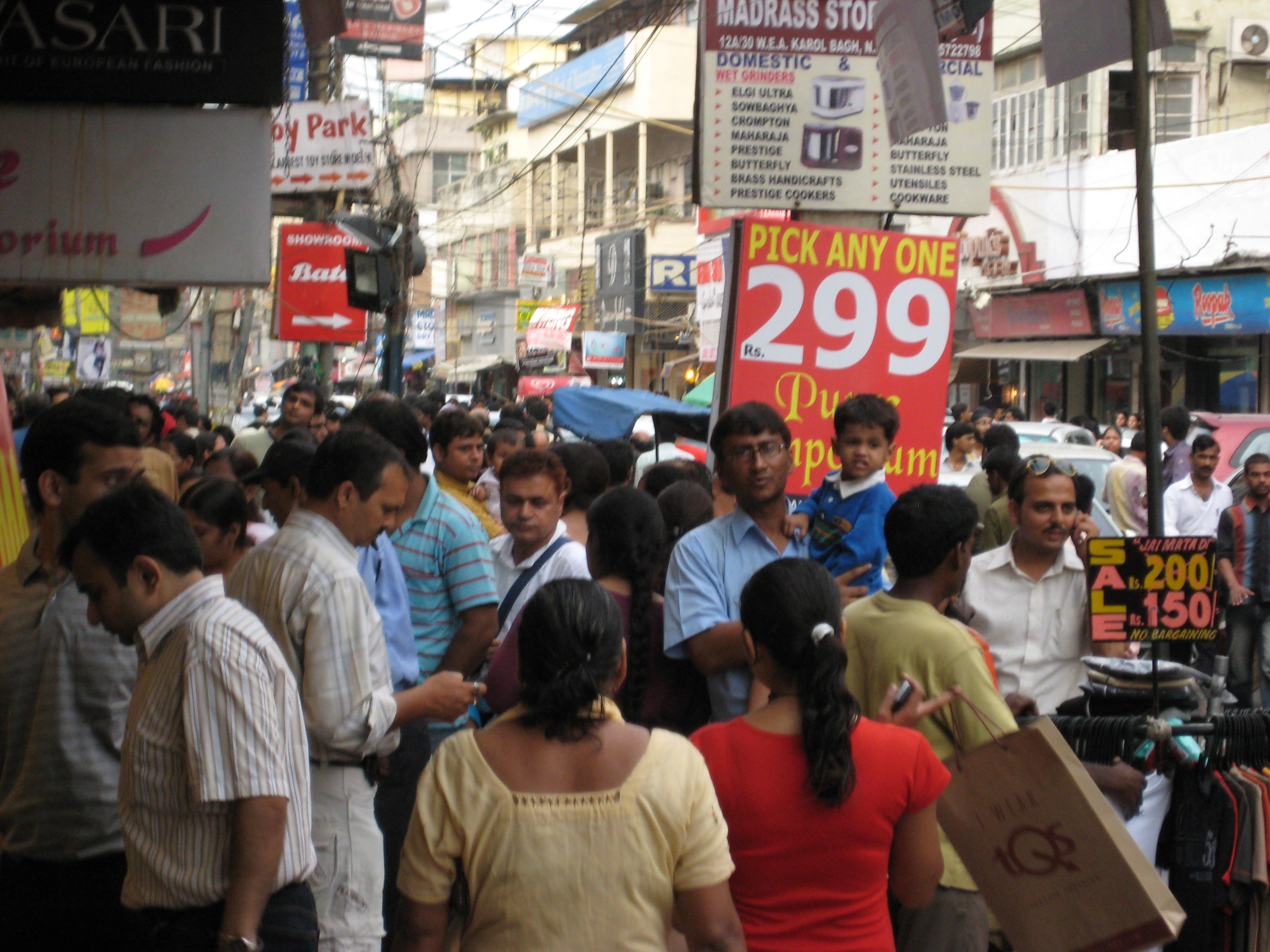
Людні громадські місця, особливо коли вони переповнені, можуть викликати тривогу у тих, хто страждає агорафобією. (фото від Карол Баг з Делі, Індія)

Найпоширенішими проявами фобій є наступні: 1) страх подорожувати на певну відстань від дому 2) натовпу, 3) великих відкритих просторів, 4) відчуття втрапляння в пастку чи зачинення в обмеженому просторі, 5) страх залишитися самому. Фобія має кілька стадій розвитку, останньою з яких є просторова невпевненість — страх відкритого простору та катастроф, а іноді навіть апокаліптичних візій. П. Шильдер зазначає, що простір завжди відіграє важливу роль при неврозах, і часто пацієнт відчуває себе обмеженим і залежним від місця проживання.

## Етимологія
Термін «агорафобія» був введений німецькою мовою в 1871 році німецьким психологом Карлом Фрідріхом Отто Вестфалем (1833–1890) у його статті «Die Agoraphobie, eine neuropathische Erscheinung». Archiv für Psychiatrie und Nervenkrankheiten, Берлін, 1871–72; 3: 138–161. Слово має грецьке (див.: Агора) походження і означає «місце зібрання» або «ринок», і -φοβία , -phobía , що означає «страх».
На збіг агорафобії та панічних атак вперше звернув увагу Зигмунд Фрейд у 1885 році. Слово «паніка» походить від імені давньогрецького бога Пана, який, згідно з міфами, з'являвся випадково і наводив такий жах, що люди швидко тікали, не відчуваючи землі під ногами.

## Ознаки та симптоми
Агорафобія — це стан, при якому людина відчуває тривогу в незнайомому середовищі або коли вона відчуває, що вона погано контролює себе. Причинами (тригерами) цього занепокоєння можуть бути широкі відкриті простори, натовп (соціальна тривога) або подорожі (навіть на короткі відстані). Агорафобія часто, але не завжди, поєднується зі страхом страхом соціального збентеження, оскільки агорафоби бояться нападу паніки і виглядати розгубленими на людях. Здебільшого вони уникають цих місць і залишаються в затишку свого притулку, зазвичай у своєму домі.
Агорафобія також визначається як «страх, іноді жахливий, у тих, хто пережив одну або кілька панічних атак». У цих випадках пацієнт боїться певного місця, тому що раніше у нього вже переживався напад паніки в цьому ж місці. Побоюючись початку наступної панічної атаки, пацієнт боїться або навіть уникає цього місця. Деякі відмовляються залишати свої домівки навіть у разі невідкладної медичної допомоги, тому що страх опинитися поза зоною комфорту занадто великий.
Людина з таким захворюванням може іноді докладати зусиль, щоб уникнути місць, де вона пережила панічну атаку. Агорафобія, описана таким чином, насправді є симптомом, який професіонали перевіряють при постановці діагнозу панічного розладу. Інші синдроми, такі як обсесивно-компульсивний розлад або посттравматичний стресовий розлад, також можуть викликати агорафобію. По суті, будь-який ірраціональний страх, який не дозволяє вийти на вулицю, може викликати синдром.
Люди з агорафобією можуть відчувати тимчасовий тривожний розлад розлуки (сепараційний розлад), коли деякі інші члени домогосподарства тимчасово залишають помешкання, наприклад, батьки чи дружина, або коли вони залишаються вдома самі. Такі тимчасові стани можуть призвести до посилення тривоги, панічної атаки або відчуття необхідності відокремитися від сім'ї чи, можливо, друзів.
Люди з агорафобією іноді бояться довго чекати на вулиці; цей симптом можна назвати «макрофобією».

### Панічні атаки
Пацієнти з агорафобією можуть відчувати раптові напади паніки під час подорожей у місця, де вони бояться втратити контроль над ситуацією, де їм буде важко отримати допомогу або де вони можуть опинитися в незручному становищі чи бути збентежені. Під час панічної атаки адреналін вивільняється у великих кількостях, викликаючи природну реакцію організму «бий або біжи». Панічна атака зазвичай починається раптово, досягаючи максимальної інтенсивності протягом 10-15 хвилин і рідко триває довше 30 хвилин. Симптоми панічної атаки включають прискорене серцебиття, пітливість, тремтіння, нудоту, блювоту, запаморочення, відчуття стиснення в горлі та задишку. Багато пацієнтів повідомляють про страх смерті, страх втрати контролю над емоціями або страх втрати контролю над поведінкою.

## Причини агорафобії
Розлад вважається як генетично обумовленим, так і зумовленим культурно — довкіллям. Вважається, що агорафобія зумовлена поєднанням генетичних факторів і факторів навколишнього середовища. Як правило, це стосується як біологічних умов, умов поведінки, так і умов, пов'язаних зі спадковістю та вихованням. Найчастіше агорафобія складається з панічного страху перед речами ірреального типу, ніж перед матеріально виявленими, конкретними речами. Саме тому психіатрія вважає цей тип фобій культурно зумовленим. Захворювання часто протікає в сім'ях, і стресові або травматичні події, такі як смерть батьків або напад, можуть бути тригером. У DSM-5 агорафобія класифікується як фобія разом із специфічними фобіями та соціальною фобією. Інші стани, які можуть викликати подібні симптоми, включають тривогу розлуки, посттравматичний стресовий розлад і великий депресивний розлад. Було показано, що діагноз агорафобії супроводжується депресією, зловживанням психоактивними речовинами та думками про самогубство. Порушення слуху у людей сприяє розвитку агорафобії. Близько третини хворих на панічний розлад потерпає від агорафобії. Агорафобією страждає приблизно 1,7% дорослих. Жінки хворіють приблизно вдвічі частіше, ніж чоловіки. Захворювання рідко зустрічається у дітей, часто починається в ранньому дорослому віці та стає менш поширеним у літньому віці. Без лікування агорафобія часто стає хронічною, хоча симптоми можуть зменшуватися на певний час — навіть без лікування. Без лікування агорафобія рідко зникає.
Ряд фахівців вважають, що причиною агорафобії є початкова панічна атака, яка потім переростає в тривожний розлад.
Агорафобія зазвичай розвивається внаслідок панічного розладу, неврозу, хоча дуже рідко трапляються випадки, коли індивід, не хворий на панічний розлад, потерпає від агорафобії. Депресія, нав'язливі ідеї та соціальна фобія також є поширеними супутніми симптомами розладу.
Дослідження виявили зв'язок між агорафобією та труднощами з просторовою орієнтацією. Люди без агорафобії здатні підтримувати рівновагу, поєднуючи інформацію від вестибулярного апарату, зорової системи та пропріоцептивних відчуттів. Непропорційно велика кількість хворих на агорафобію мають слабку вестибулярну функцію і, як наслідок, більше покладаються на візуальні або тактильні сигнали. Вони можуть дезорієнтуватися, коли візуальні сигнали є рідкісними (наприклад, як у широко відкритому просторі) або переважними (наприклад, як у натовпі). Так само їх можуть збивати з пантелику похилі або нерівні поверхні. У дослідженні віртуальної реальності агорафоби продемонстрували погіршену обробку мінливих аудіовізуальних даних у порівнянні з суб'єктами без агорафобії.
Генетичні чинники.
Участь генетичних факторів доведена численними дослідженнями, які показали, що обтяженість сімейного анамнезу щодо агорафобії становить понад 50 відсотків, а якщо в родині були випадки агорафобії, то ризик її розвитку у дитини становить від 30 до 50 відсотків. У той же час, при оцінці ризиків завжди слід враховувати й інші фактори, серед яких найважливішим є оточення і середовище, в якому росте дитина. Наприклад, якщо в сім'ї або в іншому соціальному середовищі панує постійна напружена атмосфера, яка виснажує нервову систему дитини, ризик розвитку цього неврозу є максимальним.
Конституційні чинники.
Кожна людина має особисту психологічну конституцію — певні риси характеру, які характеризують її як особистість. Під впливом факторів навколишнього середовища та спадкової схильності ці риси декомпенсуються. Це означає, що один і той самий стресовий фактор буде впливати на людину по-різному. Якщо людина має схильність до замкнутості або високу тривожність, ризик розвитку агорафобії під впливом певних факторів набагато вищий.
Стреси та травмуючі ситуації.
Причиною агорафобії можуть бути тривалі, багаторазово діючі подразники. За інтенсивністю вони можуть бути помірні або навіть слабкі. Єдиною умовою є їх тривалий вплив, який поступово призводить до емоційної напруги. Дуже часто, це сімейні конфлікти і ситуації, які виникають ще в дитячому та підлітковому віці. Постійне емоційне напруження веде до виснаження нервової системи та формуванню ґрунту для агорафобії. Так само як усі невротичні розлади, агорафобія розвивається поступово у міру тривалого впливу подразника, хоча агорафобія також може розвинутися й внаслідок різкої, раптової сильної травми (Наприклад, це може бути це може бути виявлення серйозної хвороби).
Наявність будь-якого тривожного розладу
Дуже часто агорафобія проявляється в поєднанні з іншими тривожними розладами — на тлі панічного розладу виникає у більш ніж половині випадків. У зв'язку з цим у міжнародній класифікації хвороб розрізняють чистий панічний розлад і панічний розлад з агорафобією. Вона також може поєднуватися з іншими видами фобій, наприклад, соціофобією (страх публічних дій на публіці; страх виступати на сцені або страх робити будь-яку дію, коли на тебе дивляться інші), і значно рідше зустрічається із специфічною фобією, такою як страх перед медичними інструментами, кров'ю тощо (медична фобія).

## Діагноз
У більшості людей, які звертаються до фахівців з психічного здоров'я, агорафобія розвивається після початку панічного розладу. Під агорафобією найкраще розуміти несприятливий поведінковий результат повторюваних панічних атак і подальшої тривоги та заклопотаності цими нападами, що призводить до уникнення ситуацій, в яких може виникнути панічна атака. Раннє лікування панічного розладу часто може запобігти агорафобії. Агорафобію зазвичай діагностують, коли симптоми гірші, ніж при панічному розладі, але також не відповідають критеріям інших тривожних розладів, таких як депресія.

### Агорафобія без панічного розладу в анамнезі
Агорафобія без панічного розладу в анамнезі (також називається первинною агорафобією) — це тривожний розлад, при якому особа з діагнозом не відповідає критеріям DSM-5 для панічного розладу. Агорафобія зазвичай розвивається в результаті панічного розладу. Однак у невеликій кількості випадків агорафобія може розвинутися сама по собі, не спровокована початком панічних атак. Агорафобія може бути викликана травматичним досвідом, таким як знущання або насильство. Історично точаться дебати щодо того, чи справді існує агорафобія без паніки, чи це просто прояв інших розладів, таких як панічний розлад, загальний тривожний розлад, уникаючий розлад особистості та соціальна фобія. Один дослідник сказав: «із 41 пацієнта з агорафобією, яких спостерігали (у клініці) протягом 1 року, лише 1 відповідав діагнозу агорафобії без нападів паніки, і навіть ця конкретна класифікація була сумнівною... Не очікуйте побачити занадто багато агорафобіки без паніки». Незважаючи на цей попередній скептицизм, нинішнє мислення полягає в тому, що агорафобія без панічного розладу справді є дійсною, унікальною хворобою, яка залишилася здебільшого непоміченою, оскільки люди з цим захворюванням набагато рідше звертаються за клінічним лікуванням.
Відповідно до DSM-IV-TR, широко використовуваного посібника з діагностики психічних розладів, стан діагностується, коли агорафобія присутня без панічного розладу, де симптоми не викликані основною медичною проблемою чи фармакологічним впливом або є необґрунтованими для них.

## Лікування
Лікування, як правило, здійснюється за допомогою типу консультування, яке називається Когнітивна терапія (КПТ) і є дуже ефективним методом лікування агорафобії. КПТ призводить до вирішення приблизно у половини людей. Вчасна психодіагностика агорафобії та застосування індивідуального підходу до таких пацієнтів у вигляді психокорекційних методик когнітивно-поведінкової терапії прискорює процес лікування та запобігає розвитку і загостренню виявлених тривожних симптомів. Ліки типу СІЗЗС (антидепресанти) можуть зменшити тривогу, але мають різні побічні ефекти, такі як збільшення ваги і потрібні для лікування лише у важких випадках агорафобії. Психіатри рекомендують поведінкову терапію, психологічний тренінг і психотерапію. Варіанти лікування хороші, якщо агорафобію лікувати швидко після початку захворювання. Іноді доцільно почати з медикаментозного лікування, а пізніше, коли пацієнт почуватиметеся достатньо добре, щоб відвідувати психологічне лікування, можна додати когнітивно-поведінкову терапію. Важливо звернутися за порадою та лікуванням, наприклад, до фахового лікаря. Надзвичайно важливо лікувати агорафобію на ранній стадії.

## Відомі випадки
| - Вуді Аллен (нар. 1935), американський актор, режисер, музикант. - Кім Бейсінгер (нар. 1953), американська актриса - Ерл Кемпбелл (нар. 1955), американський професійний футболіст - Маколей Калкін (нар. 1980), американський актор, відомий своєю роллю Кевіна Маккалістера у фільмах «Сам удома» та «Сам удома 2: Загублений у Нью-Йорку», сказав, що у нього «самостійно діагностували» агорафобію. - Паула Дін (нар. 1947), американський шеф-кухар, письменниця та телеведуча - Хорас Леонард Голд (1914–1996), редактор наукової фантастики — внаслідок травми, пережитої під час війни, його агорафобія стала настільки сильною, що більше двох десятиліть він не міг вийти зі своєї квартири. Наприкінці свого життя він набув певного контролю над станом. - Деріл Ханна (нар. 1960), американська актриса - Говард Хьюз (1905–1976), американський льотчик, промисловець, кінопродюсер і філантроп | - Олівія Гассі (нар. 1951), англо-аргентинська актриса - Ширлі Джексон (1916–1965), американська письменниця — її агорафобія вважається основним джерелом натхнення для роману « Ми завжди жили в замку». - Ельфріда Єлінек (нар. 1946), австрійська письменниця, лауреат Нобелівської премії з літератури 2004 року - Майк Паттон (нар. 1968), американський музикант. - Болеслав Прус (1847–1912), польський журналіст і прозаїк - Пітер Робінсон (нар. 1962), британський музикант, відомий як Мерилін - Барбара Стрейзанд, її сценічний страх став настільки сильним після того, як забула слова пісні під час виступу в Центральному парку в 1967 році, що це проявилося в агорафобії - Брайан Вілсон (нар. 1942), американський співак і автор пісень, основний автор пісень The Beach Boys, колишній відлюдник і агорафоб - Бен Візел, співак і автор пісень |